# Biebelried
Biebelried is een gemeente in de Duitse deelstaat Beieren, en maakt deel uit van het Landkreis Kitzingen.
Biebelried telt 1.188 inwoners.
De gemeente Biebelried bestaat uit drie plaatsdelen:
- Biebelried
- Kaltensondheim
- Westheim

Hierbij kan worden opgemerkt dat waar Biebelried overwegend een katholieke bevolking heeft de andere plaatsdelen ook een evangelische gemeenschap kennen.
Abtswind ·
Albertshofen ·
Biebelried ·
Buchbrunn ·
Castell ·
Dettelbach ·
Geiselwind ·
Großlangheim ·
Iphofen ·
Kitzingen ·
Kleinlangheim ·
Mainbernheim ·
Mainstockheim ·
Markt Einersheim ·
Marktbreit ·
Marktsteft ·
Martinsheim ·
Nordheim am Main ·
Obernbreit ·
Prichsenstadt ·
Rödelsee ·
Rüdenhausen ·
Schwarzach am Main ·
Segnitz ·
Seinsheim ·
Sommerach ·
Sulzfeld am Main ·
Volkach ·
Wiesenbronn ·
Wiesentheid ·
Willanzheim